# Cephalodella vittata
Cephalodella vittata är en hjuldjursart som beskrevs av Ludmila A. Kutikova 1985. Cephalodella vittata ingår i släktet Cephalodella och familjen Notommatidae. Inga underarter finns listade i Catalogue of Life.